# Polytrichophora orbitalis
Polytrichophora orbitalis är en tvåvingeart som först beskrevs av Friedrich Hermann Loew 1861.  Polytrichophora orbitalis ingår i släktet Polytrichophora och familjen vattenflugor. Inga underarter finns listade i Catalogue of Life.